# Склути
Склути (пол. Skłóty) — село в Польщі, у гміні Кросневиці Кутновського повіту Лодзинського воєводства.
Населення — 177 осіб (2011).
У 1975—1998 роках село належало до Плоцького воєводства.

## Демографія
Демографічна структура станом на 31 березня 2011 року:
|          | Загалом | Допрацездатний вік | Працездатний вік | Постпрацездатний вік |
| -------- | ------- | ------------------ | ---------------- | -------------------- |
| Чоловіки | 94      | 14                 | 71               | 9                    |
| Жінки    | 83      | 18                 | 49               | 16                   |
| Разом    | 177     | 32                 | 120              | 25                   |